# Tuscarawas
Tuscarawas és una població dels Estats Units a l'estat d'Ohio. Segons el cens del 2000 tenia 934 habitants.

## Demografia
Segons el cens del 2000, Tuscarawas tenia 934 habitants, 373 habitatges, i 271 famílies. La densitat de població era de 507,9 habitants per km².
Dels 373 habitatges en un 32,7% hi vivien nens de menys de 18 anys, en un 58,4% hi vivien parelles casades, en un 9,7% dones solteres, i en un 27,3% no eren unitats familiars. En el 24,7% dels habitatges hi vivien persones soles el 13,9% de les quals corresponia a persones de 65 anys o més que vivien soles. El nombre mitjà de persones vivint en cada habitatge era de 2,5 i el nombre mitjà de persones que vivien en cada família era de 2,95.
Per edats la població es repartia de la següent manera: un 25,1% tenia menys de 18 anys, un 6,7% entre 18 i 24, un 28,2% entre 25 i 44, un 22,1% de 45 a 60 i un 18% 65 anys o més.
L'edat mediana era de 39 anys. Per cada 100 dones de 18 o més anys hi havia 91,8 homes.
La renda mediana per habitatge era de 35.592 $ i la renda mediana per família de 43.646 $. Els homes tenien una renda mediana de 30.288 $ mentre que les dones 20.357 $. La renda per capita de la població era de 15.806 $. Aproximadament el 4,5% de les famílies i el 7,4% de la població estaven per davall del llindar de pobresa.

## Poblacions més properes
El següent diagrama mostra les poblacions més properes.